# Фагимасада

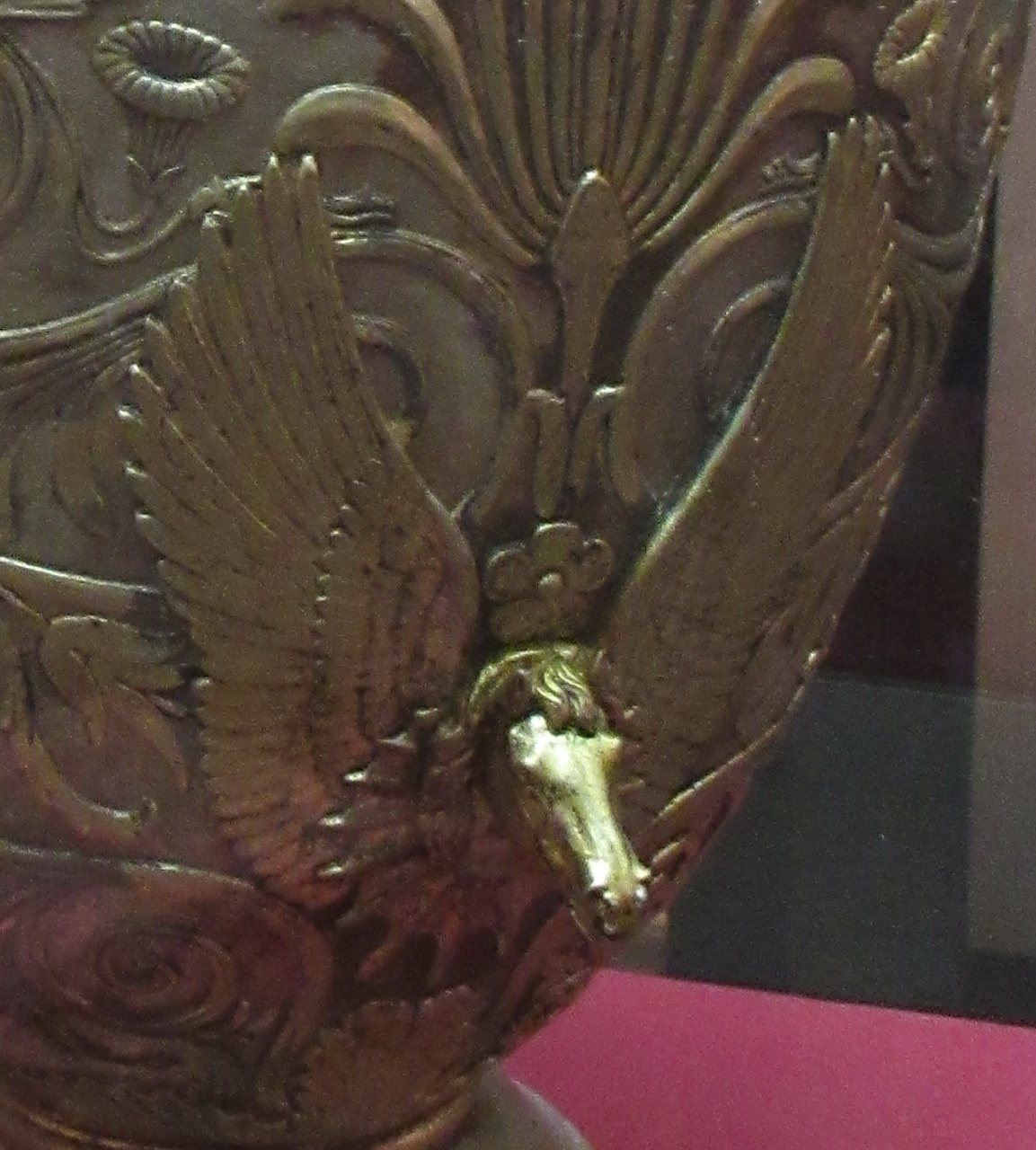
Предположительное изображение, Чертомлыкская амфора.

Фагимасада (греч. Θαγιμασάδας; варианты транскрипции — Фагимасад, Фагимасадас, Фагимасид, Тагимасада, Тагимасад, Тамимасадас, Тагимаса, Тамимасад) — грекоизированное имя скифского божества, упомянутого Геродотом.
Отождествлен историком с Посейдоном, то есть он является морским богом, покровителем коневодства.
По сообщению Геродота, это единственный из богов скифского пантеона, которому приносит жертвы сословие царских скифов, он не входил в пантеон 7 главных богов скифов.

## Характеристика
Имя божества известно из единственного упоминания у древнегреческого автора:

«Из божеств чтут скифы только следующих: Гестию выше всех прочих божеств, потом Зевса и Землю (причем Землю представляют себе супругой Зевса), далее — Аполлона, Афродиту Уранию, Геракла и Ареса. Эти божества почитаются у всех скифов, а так называемые царские скифы приносят жертвы ещё и Посейдону.
По-скифски Гестия называется Табити, Зевс — Папаем, последнее, по моему мнению, совершенно правильно; Земля называется Апи, Аполлон — Гойтосиром. Афродита Урания — Артимпасой, Посейдон — Фагимасадою».
(Геродот. «История». IV, 59).

Полностью отождествлять Фагимасаду с Посейдоном нельзя, подчеркивают исследователи, так как Геродот интерпретирует скифский пантеон на свой, греческий, лад, отождествляя скифских богов с греческими лишь приближенно. «По всей видимости, он имел в виду Посейдона Гиппия, непосредственно связанного не только с водной стихией, но и с лошадьми», пишет ученый.
Георгий Дремин пишет: «Исследователи, изучавшие скифскую религию, давно обратили внимание на то обстоятельство, что Фагимасад стоит как бы особняком в перечне скифских богов и не вписывается в стройную семибожную систему скифского пантеона. В работах В. Д. Блаватского и Д. С. Раевского было доказано наличие генетического родства между скифским и древнеперсидским пантеонами, включающими каждый по семь богов. Причиной некоторой „обособленности“ Фагимасада среди остальных скифских богов, названных Геродотом, возможно, было сравнительно позднее появление царских скифов в Северном Причерноморье. Современная скифология утверждает, что царские скифы обосновались здесь примерно во второй четверти V в. до н. э., то есть спустя 20-30 лет после знаменитой войны (512 г.) скифов с армией персидского царя Дария I и всего за 20-30 лет до посещения Скифии Геродотом».
Дмитрий Раевский видит в боге первопредка-родоначальника всех скифов, создателя и покровителя коней, а также основателя мореходства. Ему же принадлежит интерпретация образов крылатого коня на Чертомлыкской амфоре как Фагимасады. Он предложил этимологизировать его имя как «Быстрый Йима Хшаета» и на этом основании связал Фагимасаду с иранским Йимой — первым человеком и первым царем. Эта интерпретация поддержана Д. А. Мачинским. Однако, как пишет Е. Е. Кузьмина, эта этимология имени Фагимасады оспорена иранистами; конь-птица, как отмечалось,  соотносится с разными мифологическими персонажами, и это не позволяет безоговорочно принять отождествление его с Фагимасадой.
Отмечают обособленность фигуры в пантеоне. Царские скифы, по Геродоту — это скифы «самые храбрые и самые многочисленные, которые считают других скифов своими рабами». В. Кисель пишет, что «это свидетельство должно рассматриваться вместе с пересказанной Геродотом легендой, по которой „царские скифы“ вели свое происхождение от культурного героя Колаксая, организатора скифской земли, владельца небесных воспламеняющихся даров, учредителя главного ритуала в честь священного золота. Данный мифический персонаж имел отношение к водной и солнечной стихиям, поскольку Колаксай был внуком „дочери реки Борисфена“ (…) Думается, что Тагимасад и Колаксай были тесно связаны. На такую связь указывает строка из хоровой песни греческого поэта Алкмана (VII в. до н. э.): „Колаксаев конь за приз с ибенским спорит“. Принимая во внимание этот образ, можно заключить, что божество Тагимасад служило ездовым животным и помощником первого скифского „царя“ Колаксая. Вполне вероятна ситуация, при которой конь выступал „зооморфной инкарнацией самого царя“».
В. Кисель на основе изображений предполагает, что культ божества проник из Центральной Азии и Южной Сибири в Причерноморье, где он стал покровителем элитарного социального слоя кочевников. По его мнению, с конца VI — начала V в. до н. э. «зооморфное оформление погребальных сосудов становится на удивление разнообразным. Это говорит о серьёзных переменах, происходивших в ритуальной практике. Очевидно, тогда шло активное включение в кочевническую культуру иных культурных образований, сопровождавшееся утратой конским божеством главенствующей роли, фактическим удалением его из скифского (общекочевнического?) пантеона и превращением Тагимасада исключительно в родового и сословного бога».
Донбеттыр — возможный «наследник» Фагимасады в аланском пантеоне.

## В искусстве
Его предположительные изображения:
- Чертомлыкская амфора
- Солонецкое изваяние[10]

По предположению В. Киселя, путь распространения культа Фагимасады фиксируют «копытовидные знаки, встречающиеся на кочевнической сбруе, вооружении, предметах культа VII—V веков до н. э., отмеченные практически на всем протяжении евразийского пояса степей» по направлению из глубины континента к Причерноморью.